# Троїцька церква (Лосинівка)
Свято-Троїцька церква — православний храм у селищі Лосинівці Ніжинського району Чернігівської області.

## З історії храму

### Заснування
Свято-Троїцька церква в Лосинівці на Ніжинщині будувалася протягом 18 років і була освячена на свято П'ятидесятниці у 1888 році. Великий, красивий п'ятикупольний собор проіснував, на жаль, не більше п'ятдесяти років.

### Закриття
У страшні 30-і роки минулого століття храм був закритий безбожною владою. Деякі ікони, а також дзвони були дбайливо збережені віруючими і згодом передані церкві, інші святині були розграбовані та знищені. Довгий час у приміщенні церкви розміщувалися електростанція, склад і господарський магазин.
Але, не зважаючи на усі негаразди, благодать Божа не залишала Дім Господній. Очевидці згадують: 

«Одного дня, після того, як комуністи в черговий раз зафарбували ікони на стінах храму, образи дивним чином проступили крізь товстий шар олійної фарби вже на ранок наступного дня. Поглянути на диво зібралася велика кількість селян. Навіть міліція, яка прибула на місце події, довго не могла розігнати людей».

У 60-і роки директором райспоживспілки, на балансі якого числилася церква, був виданий блюзнірський наказ розібрати храм на будматеріали. Кожному бажаючому «попрацювати» платили по копійці за розібрану цеглинку. Після такої сатанинської роботи від великого і красивого храму залишився лише притвор розміром 10 Х 12 м.

### Відновлення
Тільки після розпаду СРСР новоутворена громада Української Православної Церкви отримала дозвіл відреставрувати те, що залишилося від зруйнованого храму. Силами і за особисті кошти прихожан була відновлена церква і побудована чотириярусна дзвіниця при вході до храму. З благословення Високопреосвященнішого архієпископа Чернігівського і Ніжинського Антонія (†2003) у Свято-Троїцькій церкві стали звершуватися постійні богослужіння.
Показовий є той факт, що людина яка видала наказ розібрати церкву, так і не покаялася в своєму злочині. Коли громада почала відновлювати церкву, він у злобі серця сказав страшні слова: 

«Якби я знав, що на цьому місці ще відкриють церкву, то я її зруйнував би вщент».

### Сучасний стан
Наразі громада живе повноцінним приходським життям. Ведеться активна боротьба з сектантством. Кожного свята у храмі здійснюються позабогослужбові співбесіди, присвячені вивченню Біблії. Число прихожан постійно збільшується, зростає духовний рівень жителів Лосинівки.
Першим настоятелем церкви, після її відкриття у 1992 році був протоієрей Миколай Дружич (1992—2003).